# Hans Ulrich Glöckler

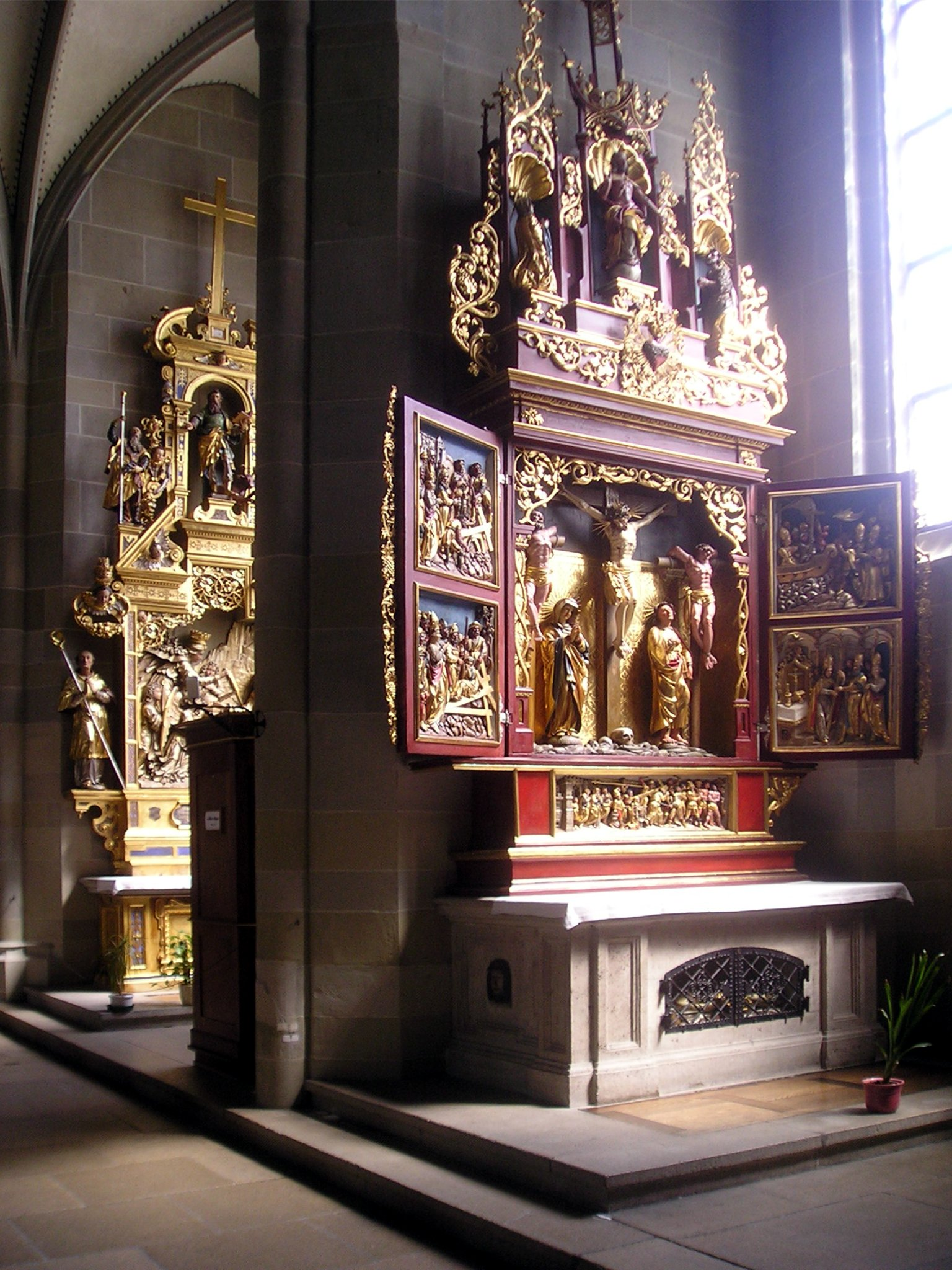
Hans Ulrich Glöckler, Heiligkreuzaltar in Überlingen

Hans Ulrich Glöckler (* 1560 in Waldshut; † 20. Oktober 1611 in Überlingen) war ein südwestdeutscher Kunsttischler und Bildhauer.

## Leben
Hans Ulrich Glöckler wurde 1560 in Waldshut geboren. Mehrere Mitglieder der Familie Glöckler sind im 16. bis zum 18. Jahrhundert in Waldshut als Kunsttischler, Bildhauer und Geigenbauer nachweisbar. Nach einer Schreinerlehre bei Hans Stocker in Tiengen ließ sich Hans Ulrich Glöckler am 13. Juni 1581 einen Mannrechts- und Ledigsambrief vom Rat der Stadt Waldshut ausstellen. 1582 erwarb Hans Ulrich Glöckler in Überlingen das Bürgerrecht und Hausbesitz.
Hans Ulrich Glöckler war in den kommenden Jahrzehnten in Überlingen, Oberschwaben  und im Bodenseeraum als Ebenist, Altarschnitzer und Bildhauer tätig. Zu seinen Auftraggebern gehörten der Magistrat von Überlingen und die Grafen von Hohenzollern und Fürstenberg. Hans Ulrich Göckler wird als bedeutendster Vertreter des frühen Manierismus im Bodenseeraum angesehen. Am 20. Oktober 1611 verstarb Hans Ulrich Glöckler in Überlingen an der in diesem Jahr grassierenden Pest.
Ein Nachfahre war der Kunstschreiner Hans Jakob Glöckler der u. a. das Schloss Wolfach ausschmückte.

## Werke
- Betenbrunn (Wallfahrtskirche Mariae Geburt),: Grablegung, Gnadenbild (Zuschreibung)
- Freiburg (Augustinermuseum): Kreuzigungsgruppe
- Haigerloch (St. Nikolaus): Enthauptung der hl. Katharina
- Heiligenberg (Schlosskapelle): Relieftafeln an Galerie und Empore; Apostelbüsten
- Hechingen: Grablegung (Zuschreibung)
- Überlingen (Münster): Heiligkreuzaltar
- Reichenau, Mittelzell (Münster St.Maria und Markus): Relief, Die Steinigung der Hl. Stefan 1596